# 町田紀彦
町田 紀彦（まちだ のりひこ、本名同じ）は、音楽プロデューサー、作詞家、作曲家。ランタイムミュージックエンタテインメントの運営する芸能スクール「スタジオランタイム」（現、ランタイム・ミュージック・アカデミー）に所属していたときには、ZONEのプロデュースや数多くの楽曲提供をしていたため、育ての親ともいえる存在である。東北福祉大学卒業。

## 人物像
ランタイムミュージックエンタテインメント所属時は当時の橋下徹のような風貌で、茶髪でカラーレンズの眼鏡をかけていた。
- ZONEのメンバーは彼の第一印象をこう語った。
  - TAKAYO「年齢不詳」
  - MIYU「背が高い人」
  - MIZUHO「変な人」
  - MAIKO「恐い人」

## 来歴
キーボードは独学で、姉の自動伴奏付きのオルガン、ドラムまで含めて、すべての音を自分一人で演奏できるが、音楽理論についてはほとんど知らない。
20歳でランタイムミュージックエンタテインメントに入社。23歳でZONEのインディーズ曲「believe in love」を手掛けて以来、ランタイム専属コンポーザーとして活躍。
スタジオランタイムの生徒のために「secret base 〜君がくれたもの〜」を作詞・作曲する。2001年8月8日にはZONEのシングルとしてリリースされ、後々週を重ねるごとにランクアップし、オリコンチャート最高2位を記録した。その他、多くの楽曲をZONEへ提供およびプロデュースしていった。
28～29歳のとき、ZONEの解散とほぼ同時期の2005年頃にランタイムを退社。その後は特に目立った音楽活動は行っていないようである。2012年に声優ユニット・スフィアのシングル「明日への帰り道」の作曲者としてクレジットされたが、これ以外には作曲活動は行われていない。
2009年度に社会人学生として大学に入学した事をブログにて発表。以降のブログは、大学生活に関する記事が主になっている。大学では福祉を専攻し、江陵高等学校福祉科にて教育実習も経験した。2013年に大学を卒業。卒業と同時にブログの更新も終了しており、以後は発信を行っていない。

## 制作楽曲
あ
- 証 (ZONEの曲)
- 明日への帰り道

え
- 笑顔日和

し
- Secret base〜君がくれたもの〜
- 白い花 (ZONEの曲)

そ
- 卒業 (ZONEの曲)

た
- 太陽のKiss

と
- True blue/恋々・・・

は
- H・A・N・A・B・I 〜君がいた夏〜

ひ
- 一雫
- Believe in love

ほ
- 僕の手紙

ゆ
- 夢ノカケラ・・・